# 歯科補綴学
歯科補綴学（しかほてつがく、英語：Dental prosthodontics）は、歯学の専門分野の一つで、臨床歯科医学の一分野である。歯や関連組織の欠損によって失われた顎口腔系の形態、機能、審美性を回復することを目的とする学問である。単に補綴学（ほてつがく）とも呼ばれる。

## 歴史
補綴物の起源は紀元前3500年から紀元前2500年のエジプトのファラオの口腔内にみとめられた、歯の代替物を隣在歯に巻きつけたブリッジ様のものにまで遡ることができる（ただし、これが死者への祭祀的なものなのか、実用されたものなのかはわかっていない）。この技術は紀元前3世紀に至るまで使われていたことがわかっている。また、1538年に亡くなった願成寺の仏姫（中岡てい）という尼が木製の義歯をつけていたことがわかっている。しかし、これらは職人の技として作られており、歯科学の一分野としての歯科補綴学として成立するのは、関連の技術が発達した18世紀中旬以降であった。

## 分類
歯科補綴学は、歯の欠損の状態により次のように大別される。
クラウンブリッジ補綴学
歯の実質欠損、少数歯欠損を固定性に補綴する知識と技術。（クラウン・ブリッジ）による。
部分床義歯補綴学
部分的な歯の欠損を補綴する知識と技術。「部分入れ歯」（パーシャルデンチャー）による。
全部床義歯補綴学
全ての歯の欠損を補綴する知識と技術。「総入れ歯」（コンプリートデンチャー、フルデンチャー）による。
インプラント補綴学
歯の欠損をインプラント（人工歯根）上に結合された義歯で補綴する知識と技術。
顎顔面補綴学
先天異常、腫瘍摘出、外傷等で口腔、顎顔面領域の欠損が生じた場合、上記の一般的な補綴学に基づき患者の機能、審美、対社会的回復を行う知識と技術。

## 関係する学会
- 日本補綴歯科学会
- 日本顎顔面補綴学会
- 日本口腔インプラント学会
- 日本歯科理工学会
- 日本磁気歯科学会
- 日本顎口腔機能学会